# فرشتگان سرگرم‌کننده: داستان دوروتی دی
فرشتگان سرگرم‌کننده: داستان دوروتی دی (به انگلیسی: Entertaining Angels: The Dorothy Day Story) فیلمی محصول سال ۱۹۹۶ و به کارگردانی جان ولز است. در این فیلم بازیگرانی همچون مویرا کلی، هدر گراهام، لنی فون دولن، مارتین شین، ملیندا دیلون، جفری بلیک، تریسی والتر، برایان کیت، الیس بیسلی، ماریان مولرلایلی و رینی استوس ایفای نقش کرده‌اند. این فیلم داستان زندگی دوروتی دی روزنامه‌نگار آمریکایی است.